# Taraxacum badzhalense
Taraxacum badzhalense là một loài thực vật có hoa trong họ Cúc. Loài này được Vorosch. & Schlothg. miêu tả khoa học đầu tiên năm 1986.